# Apoštolská prefektura Cubango v Angole
Apoštolská prefektura Cubango v Angole byla prefektura římskokatolické církve, nacházející se v Angole.

## Historie
Dne 3. července 1879 byla vytvořena apoštolská prefektura Cimbebasia a to z části území apoštolského vikariátu Deux Guinées.
Roku 1881 byla z části jejího území vytvořena Misie sui iuris Cunene.
Dne 1. srpna 1892 byla přejmenována na Horní Cimbebasia v Portugalské Angole a z další části území byla vytvořena apoštolská prefektura Dolní Cimbebasia.
Dne 10. ledna 1921 byla přejmenována na Cubango v Angole.
Dne 4. září 1940 byla bulou Sollemnibus Conventionibus papeže Pia XII. zrušena a území bylo potlačeno do nově vzniklé diecéze Nova Lisboa.

## Seznam apoštolských prefektů
- Alfred Louis Keiling, C.S.Sp. (1909-1937)
- Daniel Gomes Junqueira, C.S.Sp. (1938-1941)